# Andrea Carlo Corazza
Andrea Carlo Corazza (Riccione, 10 febbraio 1923 – Riccione, 2 aprile 2020) è stato un calciatore italiano, di ruolo portiere.

## Carriera
Giocò per tre stagioni in Serie A con il Modena.

## Palmarès

### Club

#### Competizioni nazionali
- Serie C: 1

Marzotto Valdagno: 1950-1951